# Nemanja Radoja
Nemanja Radoja (Servisch: Немања Радоја) (Novi Sad, 6 februari 1993) is een Servisch voetballer die doorgaans als defensieve middenvelder speelt. Hij verruilde Celta de Vigo in augustus 2019 voor Levante UD. Radoja debuteerde in 2016 in het Servisch voetbalelftal.

## Clubcarrière
Radoja speelde drie seizoenen bij FK Vojvodina. Tussendoor werd hij uitgeleend aan ČSK Pivara en Cement Beočin. Op 12 augustus 2014 tekende hij een vijfjarig contract bij Celta de Vigo. Hij debuteerde daarvoor op 24 augustus 2014 in de Primera División, als invaller tegen Getafe CF. Een week later stond hij in de basiself tegen Córdoba CF. Daarna groeide hij uit tot basisspeler.
1 Vegas ·
2 Son ·
3 Toño ·
4 Pier ·
5 Radoja ·
6 Duarte ·
7 León ·
9 Roger ·
10 Bardhi ·
11 Morales  ·
12 Malsa ·
13 Fernández ·
14 Vezo ·
15 Postigo ·
16 Rochina ·
17 Vukčević ·
18 De Frutos ·
19 Clerc ·
20 Miramón ·
21 Gómez ·
22 Melero ·
23 Coke ·
24 Campaña ·
25 Doukouré ·
34 Cárdenas ·
Coach: López